# Harm van Veldhoven
Harm van Veldhoven (Luyksgestel, 28 september 1962) is een voetbaltrainer. Hij is een tot Belg genaturaliseerde Nederlander en woont in het Molse gehucht Wezel.

## Spelerscarrière
Als speler was hij actief in België bij SK Lommel, Germinal Ekeren en RWDM.
Van Veldhoven groeide op op enkele kilometers van het veld van Lommel SK. Bij deze club zou hij als spits zijn eerste stappen in de nationale reeksen van het Belgisch voetbal zetten. Bij Ekeren maakte hij de opmars van de club van Derde naar Eerste Klasse mee. Het was in deze periode dat hij de Belgische nationaliteit aannam. Na de promotie van Ekeren naar eerste verhuisde van Veldhoven echter naar tweedeklasser RWDM. Met deze club werd hij voor het tweede jaar op rij kampioen in tweede klasse. Met 17 doelpunten in het seizoen 1989-90 had de aanvaller een groot aandeel in die promotie. Zodoende mocht van Veldhoven in het seizoen 1990/91 op 27-jarige leeftijd voor het eerst van eerste klassevoetbal proeven. Na 3 jaar Brussel keerde van Veldhoven in het seizoen 1992/93 terug naar zijn eerste liefde Lommel, dat inmiddels ook op het hoogste niveau speelde. Hier werd hij aanvoerder en verruilde hij zijn positie in de aanval voor die van middenvelder. Met Lommel won hij de ligabeker 1997/98 en speelde hij Europees voetbal. Hij sloot zijn carrière ook af bij Lommel, waarna hij jeugdcoördinator en assistent-trainer werd. In januari van 2000 werkte hij zijn eerste competitiewedstrijd als hoofdcoach af.

## Fiche spelerscarrière

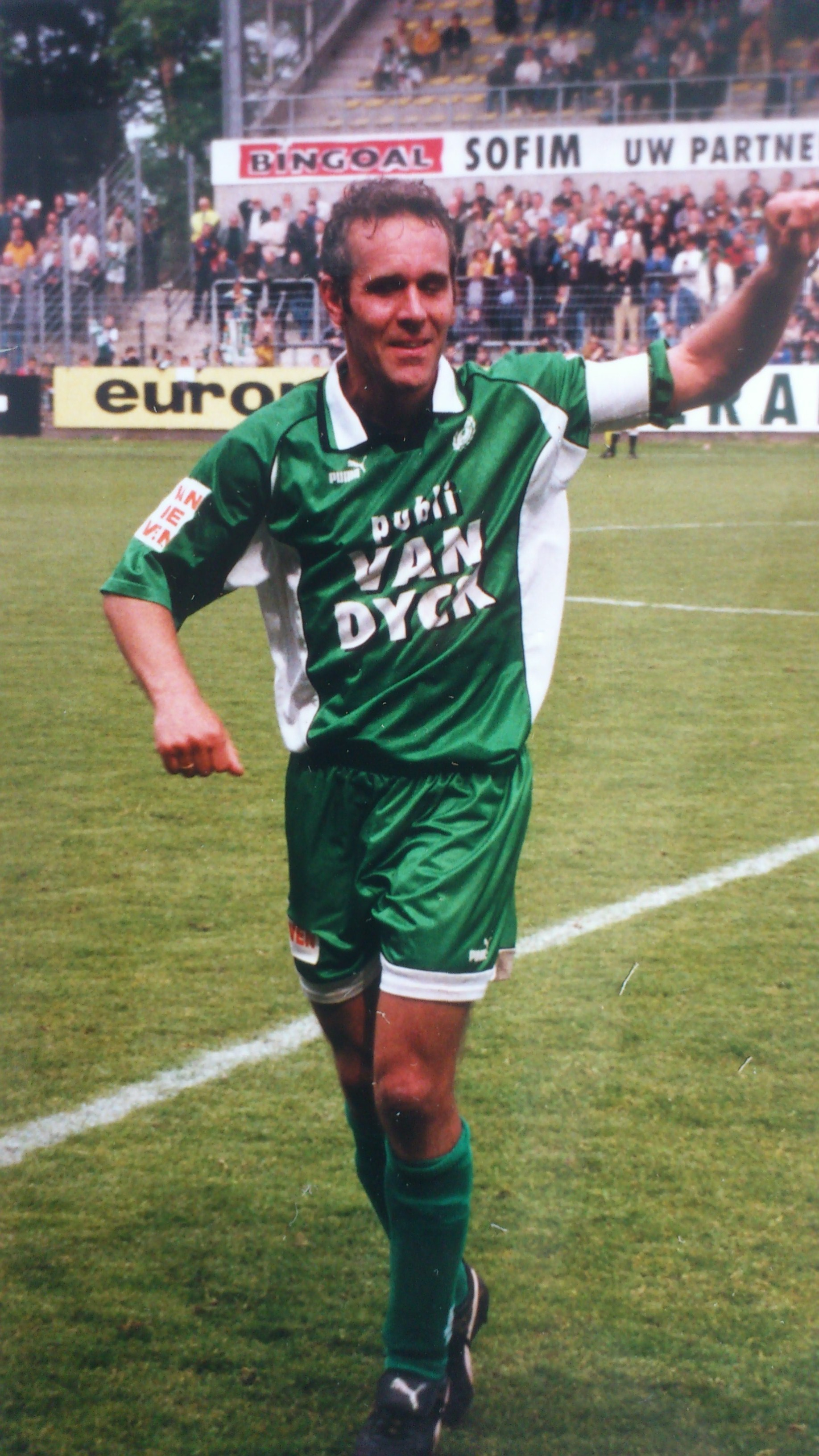
Afscheidswedstrijd bij Lommel SK

- 1968-1979 VV De Raven

- 1979-1985 SK Lommel
- 1985-1990 Germinal Ekeren
- 1990-1992 RWDM
- 1992-1999 SK Lommel

## Trainerscarrière
Van Veldhoven behaalde als een van de eersten het Pro-license diploma van de KBVB (2001). Als hoofdcoach heeft hij in totaal 295 officiële competitiewedstrijden in de Belgische Eerste Klasse en 130 wedstrijden in de Nederlandse Eredivisie achter zijn naam staan.

### KFC Lommelse SK
De eerste stappen in zijn trainerscarrière maakte Van Veldhoven bij Lommel SK, de club waar hij 13 jaar voor speelde en waarvan hij ook aanvoerder was. Halfweg het seizoen 1999/2000 volgde hij er Jos Daerden op als hoofdcoach. Het team bevond zich op dat moment op de laatste plaats en dreigde de grip op de degradatiestrijd te verliezen. Ondanks een spannende inhaalrace en knappe overwinningen tegen Racing Genk en Standard Luik kwam Lommel aan het eind van de rekening vier punten te kort om het verblijf in de Eerste Klasse te prolongeren. Na de degradatie wist Harm van Veldhoven zich nog meer als boegbeeld van de club te profileren. Het jaar in de tweede afdeling werd immers een gouden jaar voor Lommel SK. Onder Van Veldhovens bewind werd het kampioen met 78 punten uit 34 wedstrijden en stond het van de eerste tot de laatste speeldag aan de leiding. Daarnaast behaalde Lommel de bekerfinale na in de halve finale over twee wedstrijden Racing Genk te hebben uitgeschakeld. Ook ontpopten zich de latere internationals Timmy Simons en Carl Hoefkens
In het seizoen 2001/2002 slaagde het team erin om te bevestigen op de hoogste afdeling. Het tweede seizoen met Lommel in Eerste Klasse werd de coach echter fataal. De club bevond zich in financieel zwaar water en een groeiend conflict met het bestuur resulteerde na negen speeldagen uiteindelijk in de beëindiging van het contract van de oefenmeester. Op dat moment bezette Lommel de 13de positie in de klassering. Het ontslag ging gepaard met heftige tegenreacties van de Lommelse aanhang. Het was een van de eerste tekenen aan de wand voor de extrasportieve problemen waar de club dat noodlottige seizoen mee te kampen zou krijgen. Later zou blijken hoe groot die problemen wel waren: Lommel ging in vereffening en maakte het seizoen zelfs niet meer af.

### FC Brussels
Lang hoefde Van Veldhoven na zijn vertrek uit Lommel niet aan de kant te staan, want al in december van 2002 werd de coach geïnformeerd door de tweedeklasser KFC Strombeek. Na 15 wedstrijden stond die club op twee na laatste, waardoor trainer Danny Ost de laan uit werd gestuurd.
Bij zijn aanstelling stond de Brusselse club aan de vooravond van een grote omvorming. Onder impuls van Johan Vermeersch werd Strombeek samen met de resten van het vroegere RWDM omgebouwd tot de nieuwe club FC Brussels spelend in het Edmond Machtensstadion, de oude thuisbasis van RWDM. Van Veldhoven kreeg een duidelijk omschreven taak mee: in het lopende seizoen diende hij Strombeek naar een respectabele positie te leiden, in het daaropvolgende seizoen werd als FC Brussels niets minder dan de titel geambieerd.
Ondanks de aanwezige druk slaagde Van Veldhoven in beide doelstellingen en bewees hij zich als kampioenenmaker. Zodoende promoveerde het nieuwe FC Brussels in het eerste jaar van zijn bestaan meteen naar Eerste Klasse. Het zou zich daar echter zonder Van Veldhoven moeten presenteren, want de Limburger besloot zijn contract niet te verlengen. Een maand later tekende hij bij Cercle Brugge.

### Cercle Brugge
Bij het pas gepromoveerde Cercle Brugge volgde Van Veldhoven de Kroatische trainer Jerko Tipuric op. Na 6 seizoenen in de tweede klasse streefden de groenzwarten voornamelijk naar stabiliteit. In het eerste seizoen (2003/2004) op het hoogste niveau onder Tipuric werd het behoud immers maar moeizaam verzekerd. De professionalisering van de tot dan toe erg familiale vereniging en het wegblijven uit de degradatiezone zou de hoofdbetrachting worden voor de 3 seizoenen die Van Veldhoven tussen 2004 en 2007 als hoofdcoach volmaakte. Met een respectievelijke 11e, 14e en 12e plaats in de competitie slaagde de coach zonder meer in die opdracht. Het was een van de eerste keren dat het zogenaamde kerstboomsysteem op de Belgische voetbalvelden geïntroduceerd werd. Onder zijn bewind kreeg de uit derde klasse afkomstige Tom De Sutter zijn eerste speelkansen en kwam Stijn De Smet tot ontbolstering. Ook oude bekende Dieter Dekelver, die Van Veldhoven na Lommel en FC Brussels ook naar Cercle gevolgd was, was goed voor meer dan 20 doelpunten onder de Limburger. Tijdens de 3 seizoenen in de 'grijze middenmoot' werd er met vallen en opstaan aan een aanvallend ingestelde kern gebouwd en viel er voor Cercle één sportieve uitschieter te noteren: de eerste overwinning in de Brugse derby tegen Club Brugge sinds 1993. Zelf beschreef Van Veldhoven die 1-0 overwinning als een van de mooiste momenten uit zijn carrière, omdat ze zoveel emoties losmaakte bij de minderwaardig geachte kleine broer uit Brugge. Ook de terugwedstrijd ging dat seizoen niet verloren na een spectaculaire 3-3.
Na een eerdere contractverlenging in 2006 verkoos Van Veldhoven aan het einde van het seizoen 2006/2007 om zijn carrière elders te vervolgen.

### Germinal Beerschot
Germinal Beerschot was een voortzetting van het stamnummer van Germinal Ekeren, een club waar Van Veldhoven als speler nog clubtopschutter werd (seizoen 1985/86, 1987/88 & 1988/89). Het seizoen 2007/2008 zou een zeer mooi voetbaljaar worden voor Harm van Veldhoven en Germinal Beerschot. In deze jaargang eindigde het team namelijk vijfde en oogstte veel lof dankzij het kenmerkende attractieve spel. Zo werd er een reeks van 9 opeenvolgende overwinningen geboekt en toonden spelers als Sanharib Malki en Hernan Losada het beste van hun kunnen. Van Veldhoven verbaasde voor het seizoen met de uitspraak dat zijn spits weleens bovenaan de topschuttersstand zou kunnen eindigen. Het gelach verstomde toen de voordien onbekende Malki effectief de weg naar de doelnetten begon te vinden. Dat seizoen zou hij met 16 treffers uiteindelijk enkel Joseph Akpala voor zich moeten laten in de lijst met topscorers. In de Belgische beker werd de halve finale bereikt, waarin Anderlecht over twee wedstrijden het sterkste bleek. Door het forfait van de vierde in stand, behaalde Beerschot alsnog een 'trofee' in de vorm van intertoto-voetbal.
In Van Veldhovens tweede seizoen bij Germinal Beerschot kon het succes niet bevestigd worden. Europees werd het team al snel uitgeschakeld door het Azerbeidzjaanse Neftçi Bakoe en in de competitie werden de punten maar zeer moeizaam bij elkaar gesprokkeld. Sterke man Jos Verhaegen kreeg hierom de kritiek in het tussenseizoen te veel sportief kapitaal ineens te gelde gemaakt te hebben. Van het swingende Zuid-Amerikaanse middenveld schoot immers niet veel meer over. Hernan Losada vertrok naar Anderlecht en Gustavo Colman versierde een transfer naar het Turkse Trabzonspor. Ook keeper van het jaar Kenny Steppe werd verkocht, terwijl Daniel Cruz en Ederson Tormena in de lappenmand lagen. Eind 2008 nam Van Veldhoven, vlak na de bekeruitschakeling tegen Racing Mechelen, ontslag wegens gebrek aan perspectieven voor het lopende seizoen. Wat later tekende hij een contract als hoofdtrainer bij de Nederlandse club Roda JC, waar hij Raymond Atteveld opvolgde.

### Roda JC Kerkrade
Harm van Veldhoven dankte zijn overstap naar Roda JC voor een gedeelte aan een oefenwedstrijd die hij met Germinal Beerschot tegen de club uit Kerkrade afwerkte. Het spel dat hij zijn team liet spelen en de prestaties die het voorgaande seizoen met Beerschot bereikt werden, deden technisch directeur Martin van Geel aan de Belg denken toen die op zoek moest naar een nieuwe trainer.
Zijn eerste seizoen bij Roda JC zou nochtans geen makkelijke opdracht worden. Het team kampte met degradatiestress en voortslepende fusieperikelen met rivaal Fortuna Sittard tot het beoogde Sporting Limburg, hadden de relatie met de supporters verzuurd. De financiële situatie van de Limburgse club was bovendien allesbehalve rooskleurig. Deze zaken werden extra zichtbaar toen de supporters in de thuiswedstrijd tegen Ajax onder luide spreekkoren stoeltjes op het veld wierpen en er op de training enkele spelers met elkaar op de vuist gingen. Van Veldhoven had de handen vol om alle spelers op dezelfde lijn te krijgen, maar verdedigde zijn kern naar buiten. Toen hij in de media enkele straffe uitspraken over scheidsrechterlijke beslissingen deed, leek de publieke opinie zich tegen de Belg te keren. Ondanks alle externe omstandigheden wist Van Veldhoven zijn team voor rechtstreekse degradatie te behoeden met een onwaarschijnlijke 2-3 winst op de laatste speeldag in De Kuip van en bij Feyenoord. In de nacompetitie werden FC Dordrecht en SC Cambuur Leeuwarden (na penalty's) verslagen, waardoor het horrorseizoen van Roda JC alsnog een gelukkig einde kreeg met een verlengd verblijf in de Eredivsie.
In het seizoen Eredivisie 2009/10 verraste Van Veldhoven door met het geredde Roda meteen voor Europees voetbal mee te spelen. Het Deense spitsenduo Mads Junker & Morten Skoubo baarde opzien in de Eredivisie, wat hun coach de naam bezorgde om spelers met 'een krasje' tot maximale prestaties te bewegen. Na een rel op de persconferentie met Heracles Almelo-trainer Gertjan Verbeek, kreeg Van Veldhoven ook voor het eerst de Nederlandse publieke opinie op zijn hand. Roda werd negende en plaatste zich voor de play-offs voor Europees voetbal. Daarin werd Heracles Almelo uitgeschakeld, maar in de finale moest de ploeg het uiteindelijk afleggen tegen FC Utrecht. Van Veldhoven kreeg tijdens het seizoen zijn eerste contractverlenging bij de club uit Kerkrade.
Het seizoen 2010/2011 werd een topjaar voor Roda JC. Ondanks besparingen werd het seizoen afgesloten op de 6e plaats. De 'ruit op het middenveld' van Roda JC werd een bekende speltactiek en voetballers als Willem Janssen en Ruud Vormer speelden zich in de kijker. Ruud Vormer werd zelfs verkozen tot speler van het jaar. Van Veldhoven zelf werd beloond met een nominatie voor trainer van het jaar. In de play-offs kon er echter weer geen Europees voetbal bereikt worden. De ploeg van Van Veldhoven moest het hierin afleggen tegen ADO Den Haag.
Het seizoen 2011/2012 zou het vierde en laatste worden bij Roda JC. Opnieuw werd er bespaard en Van Veldhoven zag een groot aantal basisspelers vertrekken, maar slaagde er wel in zijn vroegere goudhaantje Sanharib Malki transfervrij los te weken bij Lokeren. Na enkele minder fortuinlijke jaren sloeg de motor van de Syrische Belg weer aan en scoorde hij 25 treffers in het systeem van Van Veldhoven. Daarmee werd hij ook meteen clubtopscorer aller tijden bij de club uit Kerkrade. Roda JC speelde op de laatste speeldag gelijk en greep daarmee net naast de play-offs voor Europees voetbal. De ploeg werd 10e. Daarvoor al had de Limburgse Belg aangegeven zijn aflopende contract in Kerkrade niet meer te verlengen.

### KV Mechelen
Aan het einde van het seizoen 2011/12 stopte KV Mechelen de samenwerking met Marc Brys, na een pover resultaat in de play-offs met weinig spektakelvoetbal. Daarop haalde het Van Veldhoven binnen, die weer voor leuk voetbal moest zorgen.
Met het aantrekken van de 3 Denen Nicklas Pedersen, Thomas Enevoldsen en Mads Junker had de coach een groot aandeel in de transferactiviteiten van KV Mechelen. In het eerste jaar lukte de doelstelling aardig met goed voetbal en een 8e plaats in de competitie. Tot kort voor het einde had het team zicht op een plaatsje bij de beste 6 ploegen. In de Play-Off 2 werd Mechelen gedeeld eerste met OH Leuven. Omdat ook het doelpuntensaldo van beide teams gelijk was, gaf het aantal gescoorde goals de doorslag. Mechelen telde hierin een doelpunt minder, waardoor de strijd om Europees voetbal gestaakt moest worden. De door Van Veldhoven gehaalde Pedersen werd de seizoensrevelatie en verliet KV Mechelen aan het eind van het seizoen voor KAA Gent. Hij zou de speler met het hoogste transferbedrag worden in de geschiedenis van de Mechelse club.
Het seizoen 2013/2014 zou Harm van Veldhoven fataal worden. Het vertrek van Nicklas Pedersen en Xavier Chen en de langdurige blessures van Steven De Petter, Abdul-Yakuni Iddi, Thomas Enevoldsen en Antony Van Loo werden maar moeizaam opgevangen. Bovendien brachten de nieuwe spitsen Benjamin Mokulu en Viktor Prodell nooit wat van hen verwacht werd. Van Veldhoven testte gedurende het seizoen met verschillende opstellingen, maar kreeg de motor niet aan de praat. Na tegenvallende resultaten werd hij op 30 december 2013 ontslagen. KV Mechelen stond op dat moment op een gedeelde 12e plaats met 20 punten uit 21 wedstrijden. Frank Vercauteren zou hem tot het einde van het seizoen opvolgen. KV Mechelen eindigde uiteindelijk 4 punten boven de degradatiestreep en speelde een Play-Off 2 om snel te vergeten. Frank Vercauteren klaagde over een gebrek aan kwaliteit in de spelersgroep.

### Delhi Dynamos FC
In de zomer van 2014 koos Van Veldhoven voor een opmerkelijk buitenlands avontuur. Hij werd door Feyenoord geïnformeerd voor de positie van hoofdcoach van de Indiase club Delhi Dynamos FC. Feyenoord had zich kort daarvoor geëngageerd als strategisch partner van de club uit de hoofdstad New Delhi en stelde Van Veldhoven aan hen voor als de geschikte persoon. Delhi Dynamos is een pas opgerichte club die in de nieuwe, groots opgezette Indian Super League zal uitkomen. De competitie vormt het nieuwe hoogste Indiase voetbalpodium en telt 8 teams. Ieder team bestaat uit een mengeling van Indiase en buitenlandse spelers, aangevuld met één sleutelspeler met naambekendheid. Om de posities van de buitenlandse spelers in te vullen koos Harm van Veldhoven voor onder anderen doelman Kristof Van Hout, Wim Raymaekers en zijn voormalig spitsenduo van bij Roda JC, Mads Junker en Morten Skoubo. De coach mocht ook de Italiaanse sterspeler Alessandro Del Piero aan zijn selectie toevoegen. In de media ontstond na enkele speeldagen commotie toen bleek dat Del Piero bij van Veldhoven niet zeker was van een basisplaats en de coach hem soms hele wedstrijden op bank liet. Van Veldhoven repliceerde daarop dat zijn team zonder Del Piero nu eenmaal betere resultaten behaalde.
Delhi Dynamos startte de competitie moeizaam en bezette zelfs enige tijd de laatste positie, maar met een 10 op 12 aan het eind speelde het team weer volop mee voor de begeerde play-offplaatsen. In de laatste competitiewedstrijd moest er daarvoor gewonnen worden van koploper Chennayin FC met Marco Materazzi, Alessandro Nesta en Mikaël Silvestre binnen de rangen. Van Veldhovens team kwam 2-0 achter, maar speelde zich in de tweede helft weer langszij en kende zelfs een dosis pech toen de winnende treffer in blessuretijd op de paal uiteen spatte. Hierdoor was het bang afwachten op de uitslagen van de andere wedstrijden. Deze waren ongunstig, waardoor Delhi uiteindelijk op één punt van de derde plaats net buiten de play-offs viel.

### KVC Westerlo
Op 6 januari 2015 kondigde KVC Westerlo aan dat het een vervanger heeft gevonden voor de ontslagen Dennis van Wijk, met name Harm van Veldhoven. In november van dat jaar werd hij ontslagen en opgevolgd door Bob Peeters.

### FC Eindhoven
In februari 2016 werd hij aangesteld als technisch manager bij FC Eindhoven.

### Roda JC Kerkrade
In juni 2017 kwam Harm van Veldhoven over van FC Eindhoven om bij Roda JC Kerkrade aan de slag te gaan als Technisch Directeur met een contract voor onbepaalde tijd. Hij volgde de uit zijn functie ontheven Ton Caanen op, die in opspraak was geraakt door tegen alle afspraken in tóch op reis te gaan naar Colombia en vanwege zijn ronduit falende technische beleid. Onder zijn bewind werden in 2 seizoenen maar liefst 44 spelers uit alle windstreken naar Kerkrade gehaald, die veelal niet voldeden. Met ingang van 1 juli 2018 bekleedt Harm van Veldhoven de dubbelfunctie van Technisch Directeur en ad interim Algemeen Directeur van Roda JC. Hierbij krijgt hij back- up van de groep lokale ondernemers die de club gaan hervormen.

## Fiche trainerscarrière
- 1999-01/2000 SK Lommel (assistent-trainer)
- 01/2000-2003 SK Lommel (hoofdtrainer)
- 2003 KFC Strombeek
- 2003-2004 FC Brussels
- 2004-2007 Cercle Brugge
- 2007-2008 Germinal Beerschot
- 2008-2012[43] Roda JC
- 2012-2013 KV Mechelen
- Tweede helft 2014 Delhi Dynamos FC
- 01/2015-11/2015 KVC Westerlo

## Palmares

### Als speler
- Promotie met SK Lommel van vierde naar derde klasse
- Promotie met Germinal Ekeren van derde naar tweede klasse
- Promotie met Germinal Ekeren van tweede naar eerste klasse
- Kampioen met RWDM in tweede klasse
- Winnaar Ligabeker met SK Lommel in 1998

### Als trainer
- Kampioen met SK Lommel in tweede klasse
- Bekerfinale met SK Lommel (als tweedeklasser)
- Kampioen met FC Brussels in tweede klasse
- Halve finale Beker van België Germinal Beerschot Antwerpen